# San Francesco a Ripa (Stendhal)
San Francesco a Ripa (San Francesco à Ripa) è un racconto di Stendhal, pubblicato per la prima volta nel 1853.

## Storia editoriale
San Francesco a Ripa scritto nel settembre 1831, e fu pubblicato postumo nella rivista Revue des Deux Mondes nel numero del 1º luglio 1853 nelle pagine 166-76. Il racconto entrò a far parte delle Cronache italiane, nella raccolta intitolata Chroniques et nouvelles pubblicata nel 1855. Fa parte, inoltre dell'edizione definitiva della raccolta Romans et nouvelles, curata da Henri Martineau per la Bibliothèque de la Pléiade, nel 1947.

## Trama
La vicenda è ambientata a Roma nel 1726. La principessa Campobasso, nipote di papa Benedetto XIII (Orsini), è una donna di straordinaria bellezza, apparentemente pia, ma altera e riservata. Ha una relazione clandestina col cavaliere de Sénécé, giovane diplomatico francese nipote del duca di Saint-Aignan, ambasciatore di Luigi XV di Francia a Roma. Monsignor Ferraterra, un prelato ambizioso frequenta la principessa per ottenere la porpora, cerca di mettere in cattiva luce, agli occhi della principessa, il giovane diplomatico. Sénécé inizia a frequentare la contessa Orsini, cugina della Campobasso, giovane brillante ed estroversa. Sénécé viene attratto da una singolare cerimonia funebre che si svolge di notte nella chiesa di San Francesco a Ripa a Trastevere.

## Edizioni
- Stendhal, Chroniques et nouvelles de Stendhal (Henri Beyle), Paris: Librairie Nouvelle, 1855. Contiene: «L'abbesse de Castro»; «Les Cenci»; «La duchesse de Palliano»; «San Francesco à Ripa»; «Vanina Vanini»; «Vittoria Accoramboni»; «Le philtre».
- Stendhal, Romans et nouvelles; texte établi et annoté par Henri Martineau, Coll. Bibliothèque de la Pléiade n. 4, Paris: Gallimard, 1947. Contiene: «L'Abbesse de Castro», «Vittoria Accoramboni, duchesse de Bracciano», «Les Cenci», «La Duchesse de Palliano», «Vanina Vanini», «San Francesco à Ripa», «Trop de faveur tue», «Suora Scolastica»
- Stendhal, Cronache italiane; tradotto dal francese da Clemente Fusero, Coll. I corvi n. 22, Milano: Dall'Oglio, 1949
- Stendhal, Cronache italiane; traduzione di Pietro Paolo Trompeo e di Mario Bonfantini; introduzione di Mario Bonfantini, Collezione Narratori stranieri tradotti n. 54, Torino: G. Einaudi, 1959
- Stendhal, Cronache italiane e altri racconti d'Italia; traduzione di Cesare Giardini, Collezione BUR n. 1414-1418, Milano: Rizzoli, 1959. Contiene: Chroniques italiennes («L'abbesse de Castro»; «Vittoria Accoramboni»; «Les Cenci»; «La duchesse de Palliano»; «San Francesco à Ripa»; «Vanina Vanini»; «Trop de faveur tue»; «Suora Scolastica»; «Le juif»; «Souvenirs d'un gentilhomme italien».
- Stendhal, Vanina Vanini e altre cronache italiane; traduzione e prefazione di Maria Bellonci, Collezione Biblioteca moderna Mondadori n. 663, Milano: A. Mondadori, 1961. Contiene: «La duchessa di Paliano»; «Vittoria Accoramboni»; «I Cenci»; «San Francesco a Ripa»; «Vanina Vanini».